# Степанок Володимир Іванович
Володи́мир Іва́нович Степано́к (27 січня 1968, Майське, Джанкойський район — 26 січня 2015, Дебальцеве, Донецька область) — український військовик, підполковник (посмертно) Збройних Сил України, учасник російсько-української війни.

## Короткий життєпис
Його батьки були хліборобами.
У 1985 р., після закінчення школи, вступив до Новосибірського вищого військово-політичного загальновійськового училища. Після закінчення в 1989 р. вишу став єдиним випускником на курсі, що не вступив до лав КПРС, що для такого вишу було винятковим фактом.
Направлений для проходження служби до Туркестанського військового округу, де служив на посаді заступника командира парашутно-десантної роти з політчастини у військовій частині 33079. Брав участь у прикордонних сутичках з афганськими контрабандистами.
Після здобуття Україною незалежності повернувся до Криму, склав присягу і з січня 1993 р. служив на різних посадах у Феодосійському гарнізоні Одеського військового округу.
У 1996—1998 рр. здобував другу військову вищу освіту в Київському військовому гуманітарному інституті (факультет виховної і соціально-психологічної роботи).
Після закінчення інституту призначений на посаду старшого офіцера відділення виховної роботи 50-го навчального центру спеціальної підготовки в Кіровограді (військова частина А 0759). Активно брав участь у культурному та українському національному житті міста, його дружина очолювала відділ обласного художнього музею.
У 2005 р. звільнився в запас. Активний учасник Помаранчевої революції та Революції Гідності.
Навесні 2014 р., після окупації російськими військами Криму, повернувся до ЗСУ.
З червня 2014 року майор Володимир Степанок разом з капітаном 1-го рангу Юрієм Олефіренком формує 42-й батальйон територіальної оборони Кіровоградської області «Рух опору». Обіймав посаду заступника командира батальйону по роботі з особовим складом.
З 5 серпня 2014 р. — заступник командира батальйону, 42-й окремий мотопіхотний батальйон (57-ма окрема мотопіхотна бригада). За винятком трьох тижнів лікування у Кіровоградському обласному госпіталі, постійно перебував на передньому краї фронту. Із середини січня 2015 року перебував на ротації, але з огляду на активізацію ворога на дебальцевському напрямку, бійці й командири не полишали своїх бойових позицій.
26 січня 2015 р. очолив загін із 72 бійців батальйону, які добровільно відгукнулися на заклик прийти на допомогу 128-й гірсько-піхотній бригаді, що зазнавала великих втрат під Дебальцевим. Того ж дня в районі висоти 307,9 (ОП «Валєра») біля села Санжарівка Бахмутського району Донецької області в бойову машину, біля якої він перебував, влучив протитанковий реактивний снаряд. Внаслідок вибуху загинув також водій — солдат В'ячеслав Отрішко.
Вдома залишилися дружина Олена Валентинівна та 20-річна донька Юлія. Похований на Алеї Слави Рівнянського кладовища Кропивницького.

## Нагороди та вшанування
- Указом Президента України № 311/2015 від 4 червня 2015 року, «за особисту мужність і високий професіоналізм, виявлені у захисті державного суверенітету та територіальної цілісності України, вірність військовій присязі», нагороджений орденом Богдана Хмельницького III ступеня (посмертно)[2].
- Вшановується в меморіальному комплексі «Зала пам'яті», в щоденному ранковому церемоніалі 26 січня[3][4].